# 연방방위부 (독일)
연방방위부(聯邦防衛部, 독일어: Bundesministerium der Verteidigung; BMVg)는 독일 연방내각의 각료인 연방방위장관이 지휘하는 독일의 연방정부 국방부이다. 본청은 본에 있으며 베를린에 제2청사가 있다.
다른 나라의 국방부와 동일한 기능을 수행하고 있다.